# Kičevo
Kičevo (macedonio: Кичево [ˈkitʃɛvɔ]; albanés: Kërçovë/Kërçova) es una villa de Macedonia del Norte, capital del municipio homónimo.
En 2002 tenía 27 076 habitantes, albergando a la mitad de la población municipal. Su población se compone en un 55,5% por macedonios y en un 28,2% por albaneses, con minorías de turcos (8,9%) y gitanos (4,9%).
La localidad se menciona por primera vez en un documento de Basilio II del siglo XI. Fue un centro militar y administrativo importante durante la conquista otomana, y de aquella época se conserva una torre del reloj en una colina cercana. No obstante, el principal monumento es el monasterio de Kičevo, unos 5 km al sur de la villa, lugar de peregrinaje tanto para cristianos como para musulmanes debido a que se cree que contiene aguas milagrosas.
Se ubica sobre la carretera E65, a medio camino entre Tetovo y Ohrid.